# Сіни
Сі́ни — це частина будівлі, яка безпосередньо примикає до однієї чи декількох будівель. Може бути житловим і нежитловим приміщенням. Походження слова від того самого лінгвістичного кореня, що й слово «тінь», і має багато однакових значень. Існує ряд похідних слів, які зазвичай пов'язані з певним використанням або типом будівлі. Деякі з них можуть бути архаїчними або мало вживаними зараз.

## Походження слова
Сі́ни, сі́нки, сіне́шний, сі́нний «сінешній», сінній, сіняний «те саме», [засі́нок] «загорода в сінях», [пере́дсінок], підсі́ння «ґанок з піддашком; [рундук для продажу товарів]», [при́сінець] «присінки», [присіне́шня] «передпокій», при́сі́нки, [присі́ння] «присінки», при́сі́нок, [присіне́шний] «належний до присінків»; — рос. се́ни, біл. се́нцы, д.-рус. сѣни, пол. sień, [sieni], чеськ. siň «зал», ст. sieň «сіни, зал», словац. sieň «так само», болг. ся́нка «тінь», мак. сеница «альтанка; (застаріле) намет», сербохорв. се́ница «альтанка», сêнка «тінь», словен. sénca «тінь», староцерк.-слов. сѣнь «тінь, намет»; — прасл. sĕnь; — споріднене з латис. sejs «тінь», д.-інд. chāyā «тінь, блиск», перс. sāya «тінь, захист», грец. σχιά «тінь», σχηνή «намет», σχιερός «тінистий»; індоєвропейське *sḱai-/sḱɘi- / sҟi; може бути пов'язане з тінь, стіна́ (індоєвропейське *ts->*s- :*st- : *t-); менш переконливе зіставлення з грец. χτοίνᾶ «оселя». Порівняй сінь, стіна́, тінь.

## Застосування терміна
житлові і нежитлові сіни
У середньовіччі у князів (житлове приміщення)
У середньовіччі за давньоруських часів сі́ни, діал. хоро́ми, за княжих часів сіни були просторим репрезентаційним приміщенням, де стояв княжий престіл, відбувалася княжа дума — нарада з боярами й приймали чужинних послів. У такому розумінні згадуються сіни в літописі під роками 1097 і 1185. В ці часи сіньми називали галерею (веранду) на стовпах (піддашок). За давньоруських часів у забудові дитинця, де князівські споруди сягали трьох поверхів, сіньми називали відкриту терасу на другому поверсі. Горішня кімната називалася сіньми, сіниця, до неї «лізли» драбиною чи східцями; часом цю верхню частину називали горниця, горенка, вежа, повалуша. Звідси зазвичай є хід (драбина) на горище; у княжі часи сіни були передпокоєм, де стояв княжий престол, відбувалася княжа дума й приймалися посли; в такому розумінні сіни згадуються в літопису. Під сіньми, долішня кімната — це істба, істобка, подниця; тут була піч, і цю кімнату використовували взимку.
Наприклад, в Кремлі знаходились «сади, що на сінях», тобто, верхові, висячі. Відомі набережні кам'яні «красні сади» — Верхній і Нижній в Московському Кремлі. Верхній сад, шириною 16 метрів і довжиною 124 метри, вміщувався на склепіннях двоярусного кам'яного «Запасного двора», де зберігались хліб і сіль. Кам'яна огорожа з вікнами і різьбленими решітками в них оточувала сад. По обидві сторони підносились два рос. «чердака»-терема, розписані узорами. В саду розміщувались шість оранжерей, в різних місцях саду розташовувались фонтани, а біля саду була вежа з водопідйомною машиною. Нижній сад розташовувався на схилі Кремлівської гори і також на склепіннях погребів. Площа саду була 28 х 48 метрів. Планування саду було виконане в голландському стилі. В саді знаходився ставок, викладений свинцевими дошками; на цьому ставку одиннадцятирічний Петро Перший вчився «мореплавству». В Московському кремлі є Церква Різдва Богородиці на Сінях.
В наш час і в середньовіччі (нежиле приміщення)
Сі́ни — передпокій хати, без печі, до нього ведуть двері з двора, чи з вулиці. Сіни ділять звичайно хату на дві половини — власне жилу хату і комору, або хижу. Навпроти вхідних дверей звичайно бувають двері, що ведуть у город. В сінях по стінах розвішували збрую, ціп, косу, граблі; тут же стояв ослін, на якому літом тримали відро з водою, що його зимою, щоб вода не замерзала, звичайно тримали в хаті. До стіни сіней бувала приставлена драбина, щоб залазити нею на горище. Двері з сіней в хатах низькі, «на бігунах» і з високим порогом, щоб затримувалось тепло. Сіни — нежила частина селянських хат і невеликих міських будинків, яка з'єднує житлове приміщення з ґанком, рундуком або ділить будинок, хату на дві половини. Найпростіший тип традиційної української хати має два приміщення: холодні, порівняно великі сіни та тепле житлове приміщення. Порівняно великі розміри сіней викликані тим, що вони є не лише переходом до теплого приміщення, але й одночасно служать господарським приміщенням для зберігання інвентарю та продуктів. Сіни слугують для зберігання теплого верхнього одягу, взуття, реманенту, збруї. У них можна обтрусити вуличний пил і бруд, сніг у холодну пору року. Також сіни не дають вихолодити («вирипати») хату частим відчинянням вхідних дверей. У сучасних будинках ці самі функції виконує передпокій.
Сіни є частиною двокамерного та/або трикамерного типу української сільської оселі. Двокамерна оселя має одне житлове приміщення (хату) та сіни. Трикамерна хата складається з житлової частини, комори та сіней між ними. Навпроти вхідних (з вулиці, двору) зазвичай розташовуються двері, що ведуть у город. З сіней зазвичай влаштовували хід на горище — туди вела драбина. Також там могли зберігати ручні жорна, товкач зі ступою, іноді терлицю. У поліських хатах у сінях часто відгороджували додаткову комору для зберігання овочів — степку, яку використовували замість льоху: високий рівень ґрунтових вод не дозволяв робити справжні погреби. Під час морозів степку опалювали жаровнею (для цієї мети застосовувався чавун з жаром). Якщо піч у хаті була без мурованого димоходу, у сінях розташовувався «бовдур» («верх», «димар») — плетений з хмизу і обмазаний глиною короб, що виводив дим наверх, під бовдуром могли влаштовувати маленьку пічку-кабицю.
Про хату без сіней казали, що вона «без штанів». Загорожа біля сіней називалася засі́нок.

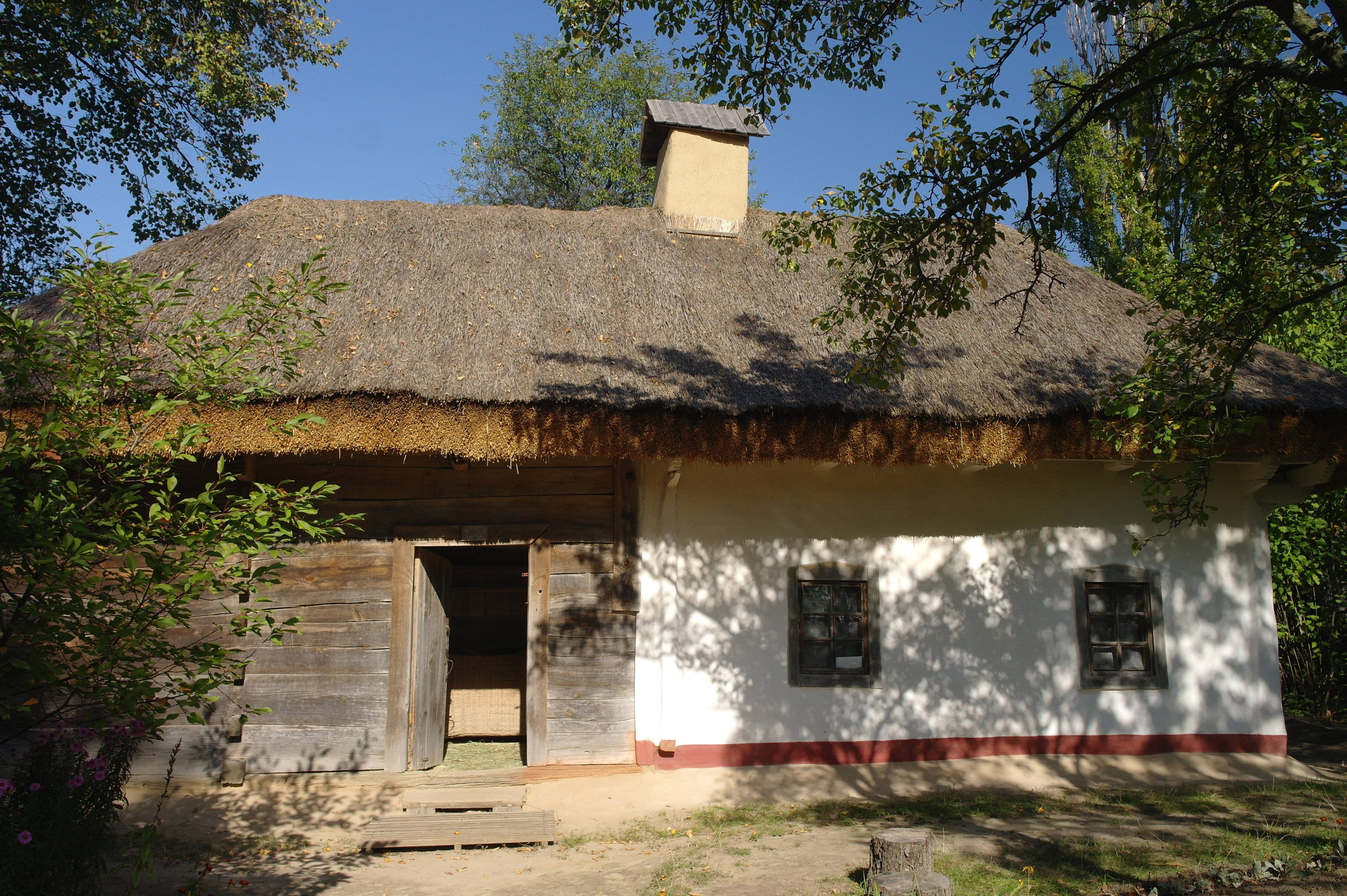
Українська хата з сінями. Сіни з'єднують житлове приміщення з нежитловою коморою (ліворуч)
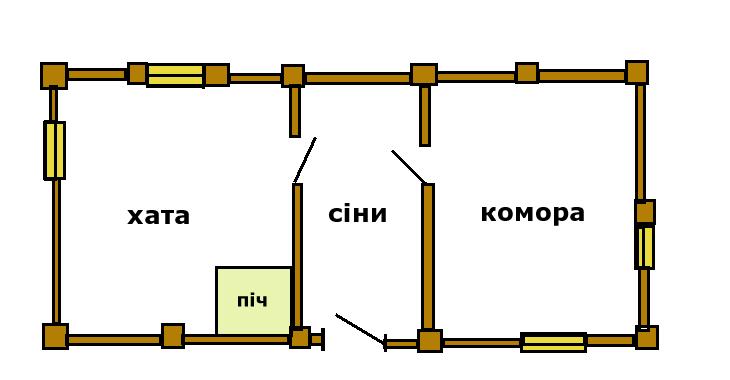
План хати. Зліва — житлове приміщення, мешкальна хата; справа — комора. Хата з коморою.
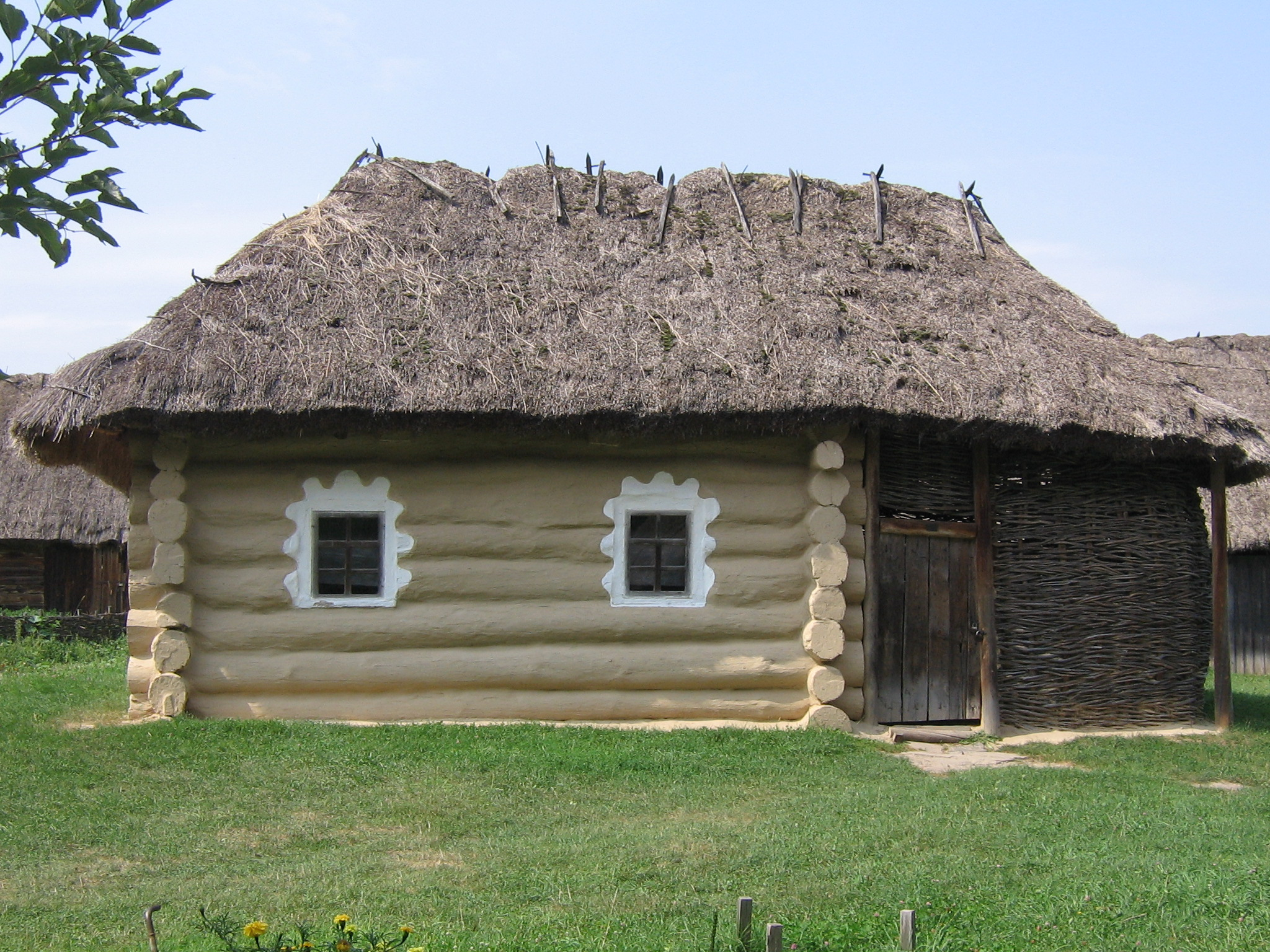
Хата з плетеними сінями
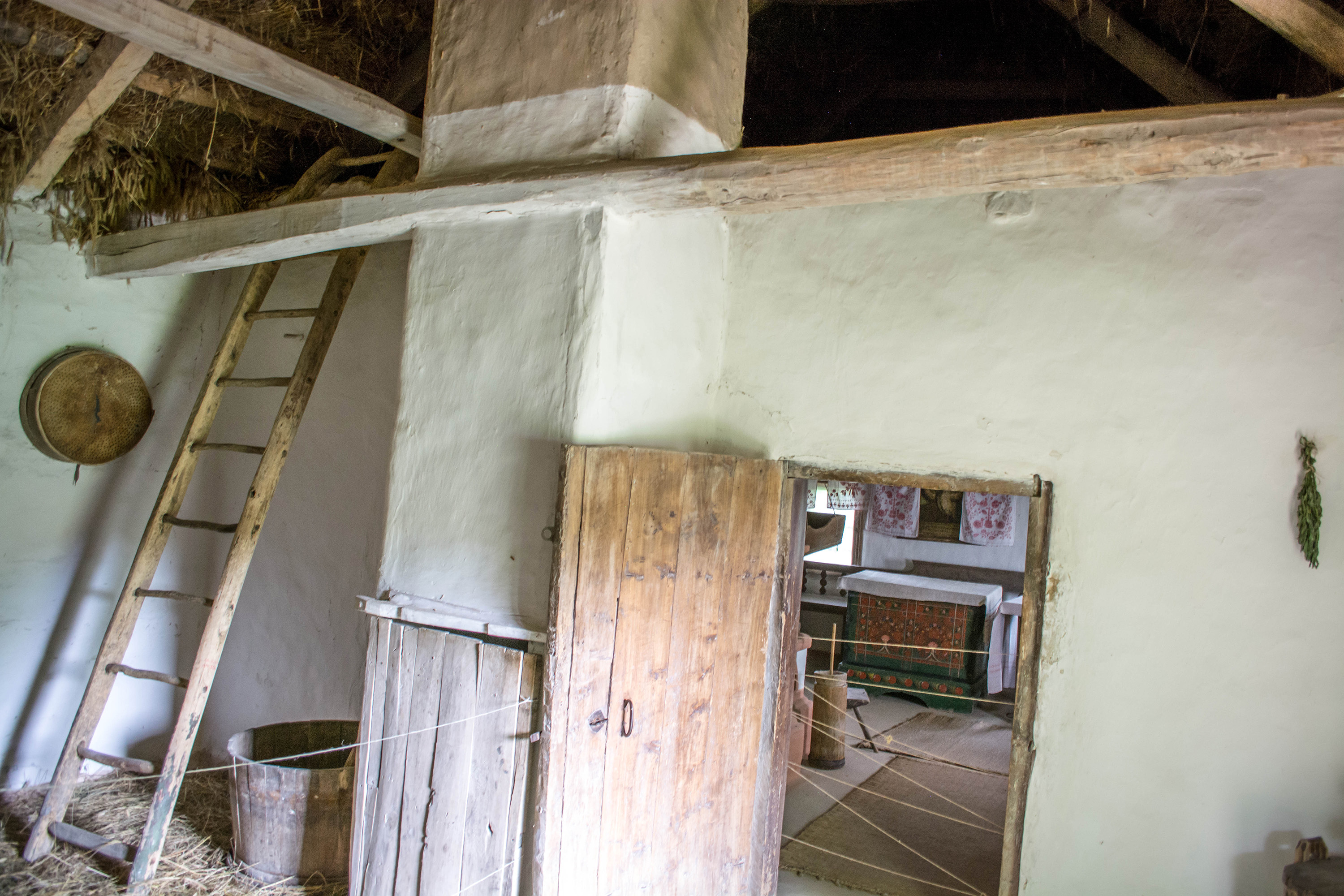
У сінях хати із села Кунцеве Новосанжарського району Полтавської області: ліворуч драбина на горище, у центрі кабиця під бовдуром. Музей у Пирогові.
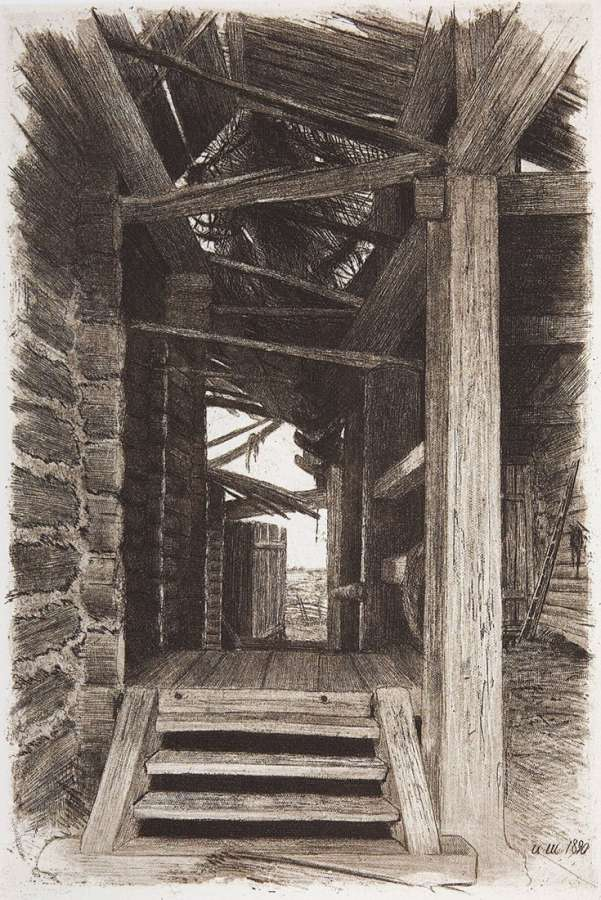
Сіни російської рубленої хати. Малюнок І. І. Шишкіна, 1890 рік